# Weimaraner
Il Weimaraner, o Bracco di Weimar, è una razza canina da caccia originaria della Germania.

## Storia
Le origini di questa razza pare abbiano radici in Germania ma ancora oggi non si hanno notizie certe in quanto, come voleva la tradizione tedesca, le tracce della nascita del Weimaraner sono state distrutte in maniera da tenerne segreta l'origine. Il suo nome sicuramente nasce alla corte di Weimar intorno al XVIII secolo con il Granduca Carl August, detto "il cacciatore tra i re ed il re tra i cacciatori". Lui selezionò questa razza per destinarla alla caccia nelle foreste della Turingia.

### Il Cane Grigio di Saint Louis
La selezione del Weimaraner, come precedentemente detto, inizia alla corte di Weimar ma la vera e propria origine, secondo la teoria ritenuta oggi la più apprezzabile, risale al secolo XIII, in Francia. Qui Luigi IX, tornato da una crociata nel Nord Africa, portò con sé quello che si pensa essere l'antenato diretto del Weimaraner cioè il Cane Grigio di Saint Louis. Da quel momento fu utilizzato nella traccia al guinzaglio, metodo di caccia tipico del tempo, che gli assegnò per questo motivo il riconoscimento di "Leithund". Questo cane, diversamente dagli altri cani della muta, viveva al fianco del suo conduttore. Tale caratteristica la ritroviamo anche nel Weimaraner moderno, infatti ai nostri giorni vive spesso in casa con tutta la famiglia e si riscontra un forte attaccamento al padrone.
Il Cane Grigio di Saint Louis è ritratto in numerosi dipinti come quelli di Anthony Van Dick (1599-1641) e di Van Baptiste Oudry (1686-1755). Da queste raffigurazioni si possono notare delle caratteristiche particolari che non lo rendevano esteticamente un bel cane, ad esempio il colore grigio scuro e il pelo ruvido, le orecchie molto lunghe e sottili e la coda ricurva in punta.

### L'inizio della selezione del Weimaraner
Nella prima metà del XVIII secolo, nell'Europa super continentale i cani utilizzati nella caccia subirono una forte selezione, mirata a "creare" un cane versatile, capace di inseguire, cercare e indicare la posizione dei vari tipi di preda, e di eseguire il riporto; in Inghilterra, al contrario la selezione era mirata esclusivamente o alla ferma o al riporto.
Tutto ciò accadeva perché con dell'introduzione delle armi da fuoco nella caccia non era più sufficiente avere cani da ferma ma, oltre a questa attitudine, serviva un cane con una struttura leggera per una maggiore velocità nell'inseguimento della selvaggina da penna.
Esattamente in questo periodo anche il Granduca Carl August, appassionato di cani e di caccia, selezionò una particolare razza incrociando cani con spiccata propensione per la caccia alla selvaggina, probabilmente Pointers, con vecchie linee pure francesi del Cane Grigio di Saint Louis. Ottenne un cane che assomigliava molto al Weimaraner di oggi ma da un lato ricordava molto questo suo progenitore francese.
Da questi incroci inoltre nacque, per caso, la varietà a pelo lungo, vista per la prima volta a un'esposizione internazionale canina a Vienna nel 1934. In quest'occasione lo scultore Hegendorf, specializzato in romanzi di caccia, si imbatté proprio in un maschio a pelo lungo e ne rimase talmente impressionato che scrisse diversi articoli sull'origine di questa variante, facendole così una buona pubblicità.
In merito alla genesi della variante a pelo lungo esistono diverse ipotesi. Una teoria prevede la nascita pressappoco contemporanea del tipo a pelo corto e di quello a pelo lungo, mentre un'altra teoria contempla l'ipotesi che l'incrocio con cani portatori dei geni del carattere pelo lungo sia avvenuto più tardi nella selezione. Questi incroci sono stati di poca intensità, così da non alterare molte delle caratteristiche del cane grigio (colore del mantello, orecchie, zigomi e coda).

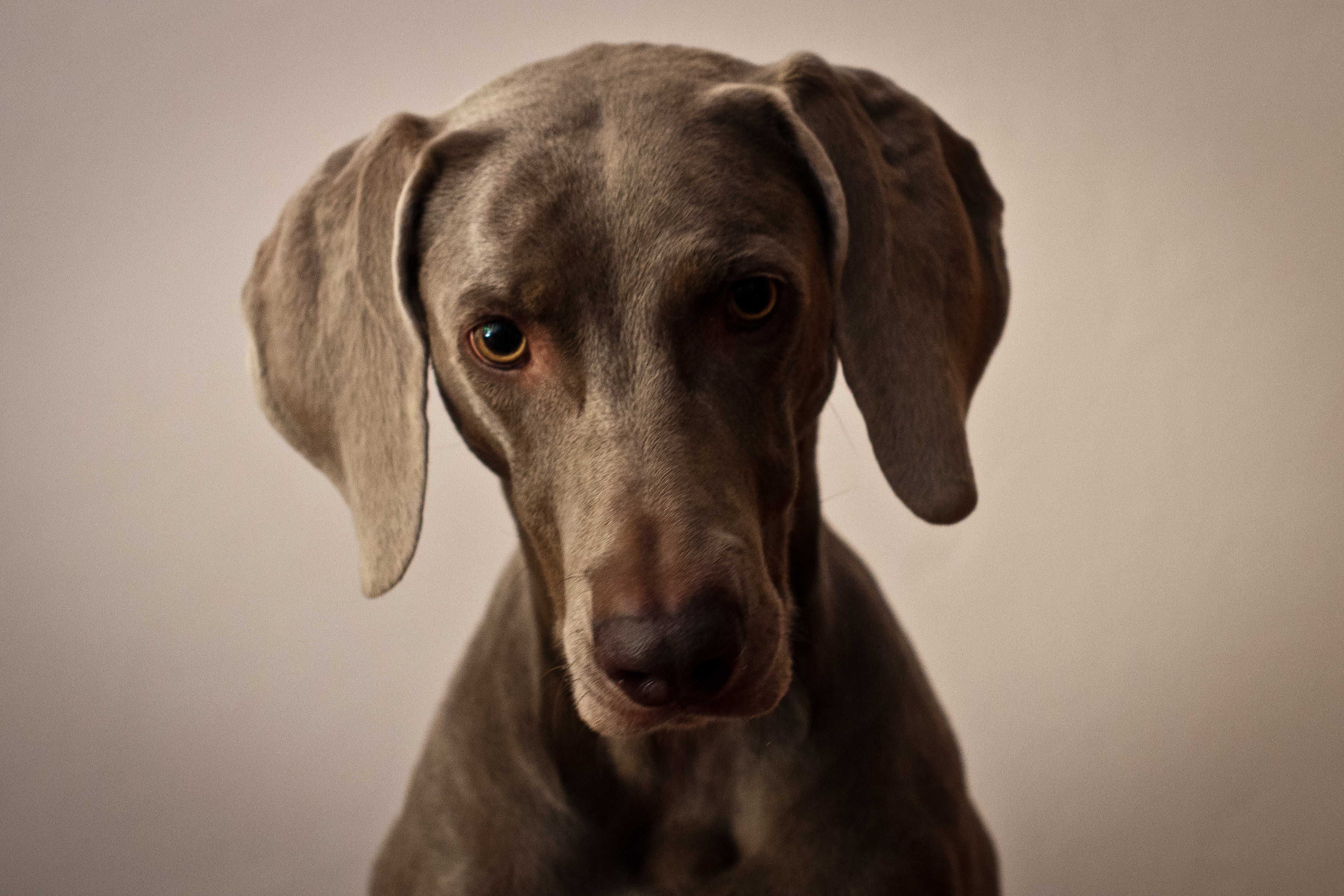
Femmina Weimaraner adulto

### Il riconoscimento ufficiale di razza
Nella seconda metà del 1800 il Weimaraner era una razza ormai molto diffusa, infatti i cacciatori professionisti non erano gli unici che apprezzavano le molteplici qualità di questo cane, anche le guardie forestali gradivano la sua versatilità tanto che venne soprannominato "il cane delle foreste". Nel 1897 nasce il club tedesco di razza dopo non poche difficoltà nell'ottenere il riconoscimento ufficiale. In Germania iniziò così l'allevamento e uno dei primi allevatori di Weimaraner "puri" fu l'avvocato Pitschke.
Purtroppo la Prima Guerra Mondiale, scoppiata qualche anno dopo, interruppe l'allevamento e le prove di lavoro causando l'esportazione di molti soggetti tanto che, una volta finito il conflitto, si contavano pochissimi esemplari rimasti. Passarono diversi anni prima che la selezione riprendesse (precisamente nel 1951) e si basò sullo standard e sulle prove in campo, dato che le tracce dell'origine della razza, perse nel tempo, erano confuse e incerte.
La razza è stata riconosciuta ufficialmente della Federazione Cinofila Internazionale il 27 novembre 1954, nello specifico è stata inserita nel Grupo 7 - cani da ferma Sezione 1.1 - Cani da ferma continentali, tipo “Bracco”.

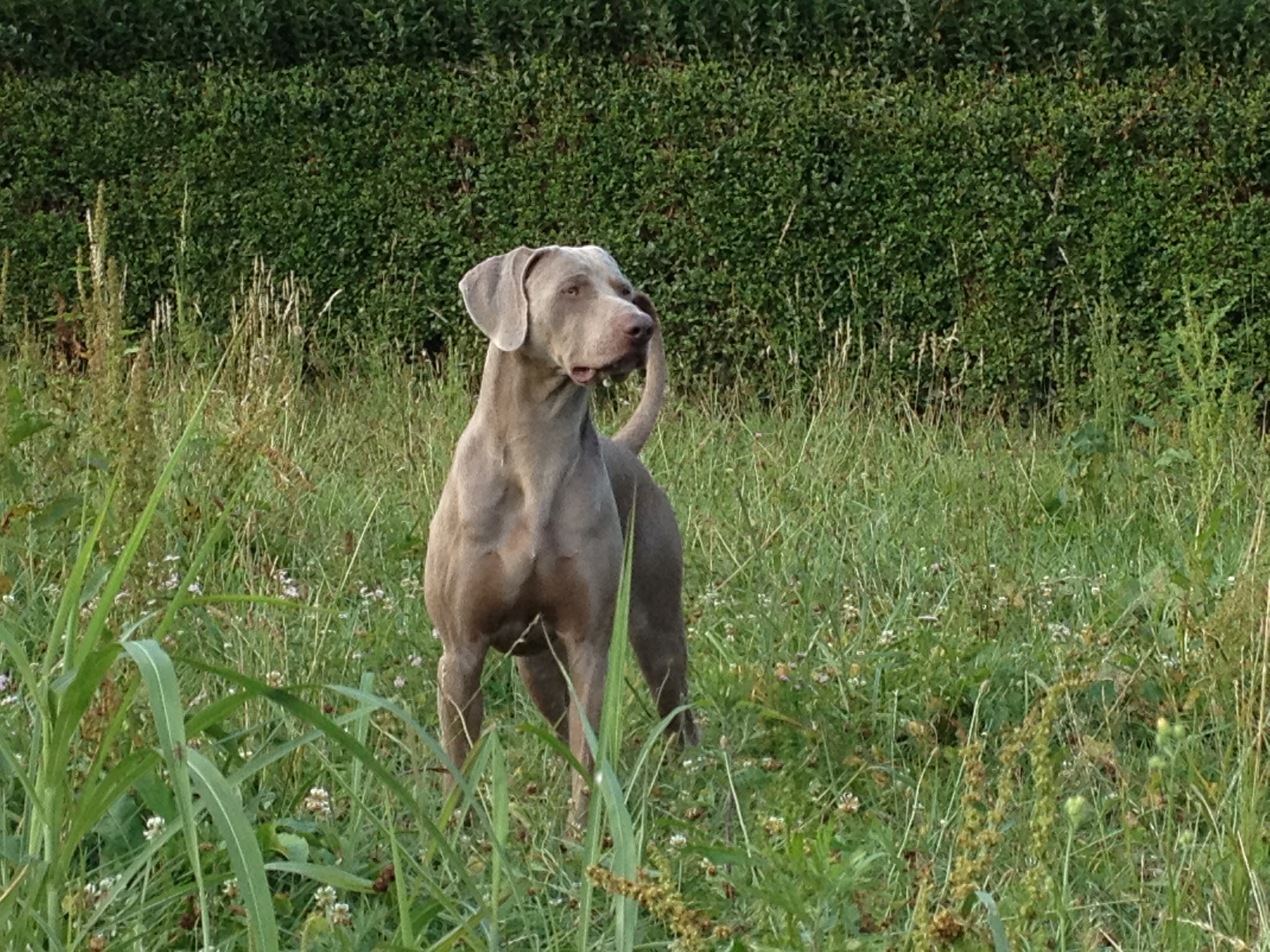
Maschio giovane di Weimaraner

### Il boom americano
In America il Weimaraner ha avuto molto successo e tutt'oggi sono registrate 500 nascite al mese. Difatti molte sono le attività, oltre alla caccia, che lo vedono protagonista: cane guida, narcotraffico, guardia, cane poliziotto, Agility dog e compagno di vita.
La sua diffusione e il vero boom negli USA risale agli anni cinquanta, quando il Weimaraner fu considerato il cane del buon gusto, dell'alta classe, dall'intelligenza quasi umana. Alcuni esemplari appartennero a Grace Kelly, Eisenhower ed a Roy Rogers.

## Descrizione

### Caratteristiche fisiche
Si tratta di un cane di taglia medio-grande con dimorfismo sessuale facilmente distinguibile. Il rapporto tra la lunghezza del corpo e l’altezza al garrese è di circa 12:11. La testa risulta leggermente più lunga dal tartufo allo stop, che dallo stop alla cresta occipitale. La distanza dal gomito a metà metacarpo è quasi uguale a quella dal gomito al garrese. L'altezza al garrese varia dai 59 –70 cm nei maschi a 57 – 65 cm nelle femmine. Il peso nei maschi varia tra i 30 – 40 kg, mentre nelle femmine è tra i 25 – 35 kg circa.

#### Cranio
Il cranio è in armonia con la taglia del corpo e le dimensioni del muso. Esso risulta più largo nei maschi che nelle femmine, ma nei due sessi la larghezza resta sempre in proporzione alla lunghezza della testa. La fronte presenta una sutura metopica media. La cresta occipitale è da poco a mediamente pronunciata. L'arcata zigomatica è ben visibile dietro gli occhi. Lo stop è molto poco marcato.

#### Muso
Presenta un tartufo largo che sporge dalla mascella inferiore, di color carne scura, che diventa gradualmente grigio verso la parte posteriore. Il muso lungo e potente, particolarmente nei maschi, nell’insieme appare quasi spigoloso. La regione dei canini e quella dei molari hanno la stessa potenza. La canna nasale risulta diritta, spesso leggermente convessa, mai concava. Le labbra sono moderatamente profonde, dello stesso color carne del palato e la commessura labiale è poco marcata.
La razza presenta delle mascelle forti con una dentatura completa, regolare e potente. Gli incisivi combaciano completamente (chiusura a forbice). Le guance sono muscolose e nettamente delineate.
Gli occhi vanno dal colore ambra chiaro all’ambra scuro. Risultano di colore blu cielo nei cuccioli. Rotondi, posizionati leggermente in posizione obliqua. Le palpebre sono ben aderenti.

#### Orecchi
Larghi e piuttosto lunghi, arrivano all’incirca alla commessura labiale. Attaccati alti con base stretta, hanno estremità leggermente arrotondate. In attenzione sono leggermente rivolti in avanti e piegati.

#### Collo
D’aspetto e portamento nobile, ha una linea superiore leggermente arcuata. Muscoloso, quasi cilindrico, non troppo corto, asciutto. Diventa più forte verso le spalle e s’inserisce armoniosamente nella linea dorsale e nel torace.

#### Corpo
La linea superiore raggiunge gradatamente il dorso che è relativamente lungo e saldo senza insellatura. Non rimontante verso la parte posteriore. Il garrese è ben definito. I reni sono larghi, muscolosi, da diritti a leggermente convessi e con una buona transizione con il dorso. Il bacino è lungo e mediamente obliquo. Il torace è possente ma non eccessivamente largo; sufficientemente disceso da arrivare quasi a livello del gomito, e sufficientemente lungo. Ben cerchiato senza essere a botte. Le costole sono lunghe e lo sterno è ben marcato. Linea inferiore risale leggermente, ma il ventre non è retratto.

#### Coda
Attaccata un po’ bassa rispetto alle altre razze simili, la coda del Weimaraner è potente e ben fornita di pelo. A riposo pende, in attenzione ed in movimento è portata orizzontalmente o anche più in alto.

#### Arti
Gli arti anteriori sono alti, asciutti, diritti e paralleli, ma non troppo distanziati. La spalla è lunga ed obliqua, ben aderente, potentemente muscolosa, con una buona angolazione dell’articolazione scapolo-omerale. Il braccio risulta obliquo, sufficientemente lungo e forte. I gomiti sono sciolti e posizionati parallelamente al piano mediano del corpo, ovvero non deviati né in dentro né in fuori. L'avambraccio è lungo, diritto e verticale. Il carpo risulta potente e saldo. Il metacarpo è asciutto e leggermente obliquo. I piedi anteriori sono fermi e forti, posizionati parallelamente al piano mediano del corpo e presentano dita arcuate. Le dita mediane, più lunghe. Le unghie vanno dal grigio chiaro al grigio scuro e i cuscinetti sono chiusi e ben pigmentati.
Gli arti posteriori sono alti, asciutti, ben muscolosi, paralleli e non deviati né in dentro né in fuori. La coscia è sufficientemente lunga, potente e molto muscolosa. Il ginocchio è forte e saldo così come il garretto. I tendini sono ben visibili. Il metatarso risulta asciutto e in posizione quasi verticale. I piedi posteriori, simili agli anteriori, risultano chiusi, compatti e senza speroni.

#### Pelo

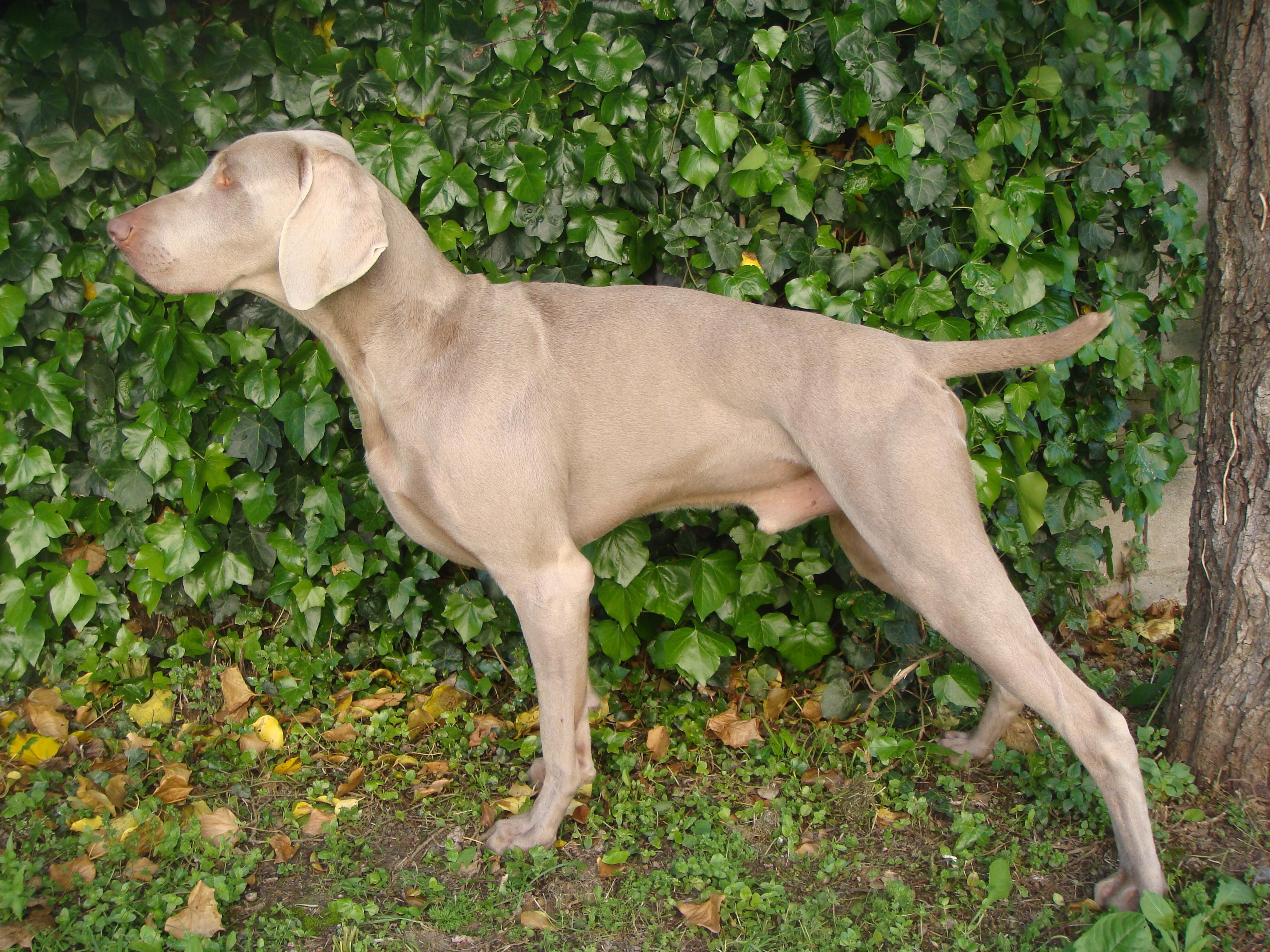
Maschio di 3 anni

Il pelo è corto, forte, molto fitto, liscio e ben adagiato. Senza o con molto scarso sottopelo. Al punto d’inserzione degli orecchi il pelo risulta lungo e ben ricadente. La lunghezza del pelo sui fianchi va dai 3 ai 5 cm. Sotto il collo, sul petto e sul ventre è un po’ più lungo. Il mantello è di colore grigio argento, grigio capriolo o grigio topo, come pure tutte le sfumature di questi colori. La testa e gli orecchi generalmente un po’ più chiari. Solo piccole macchie bianche sono ammesse sul petto e sulle dita. Talvolta, si può trovare una striscia più o meno marcata sul dorso.

### Carattere, comportamento ed educazione
Anche in famiglia riesce a instaurare con tutti i componenti un buon rapporto, affezionato e ubbidiente con il padrone, dolce e paziente con i bambini come è sempre stato fin dalle sue origini. Al tempo stesso ha un'ottima predisposizione alla guardia grazie alla sua forte territorialità, risultando molto protettivo nei confronti della famiglia. È consigliabile una socializzazione accurata fin dai primi mesi di vita, sia con persone sia con altri cani, perché a causa della sua naturale diffidenza verso gli estranei potrebbe manifestare un carattere aggressivo.
È opportuno fornirgli un adeguato esercizio fisico, dedicare molto tempo al gioco e magari impartirgli un'educazione professionale con un istruttore cinofilo. Così facendo si potrà tenere sotto controllo il suo esuberante comportamento e la sua costante "voglia di fare"; anche il padrone, dal suo canto, deve munirsi di forte pazienza e coerenza. Ignorando questi piccoli accorgimenti potrebbero sopraggiungere problemi comportamentali, come quello di rosicchiare mobili o altro nel caso in cui venga lasciato solo in casa. Inoltre con un'adeguata educazione si riuscirà a controllare quel lato venatorio che vive in lui fin dalle sue origini.

### Movimento
Il movimento è sciolto e gli permette di coprire molto terreno. Gli arti anteriori e posteriori si muovono paralleli gli uni agli altri. Il galoppo è lungo e piatto. Al trotto, la linea dorsale rimane orizzontale. L’ambio è indesiderabile.

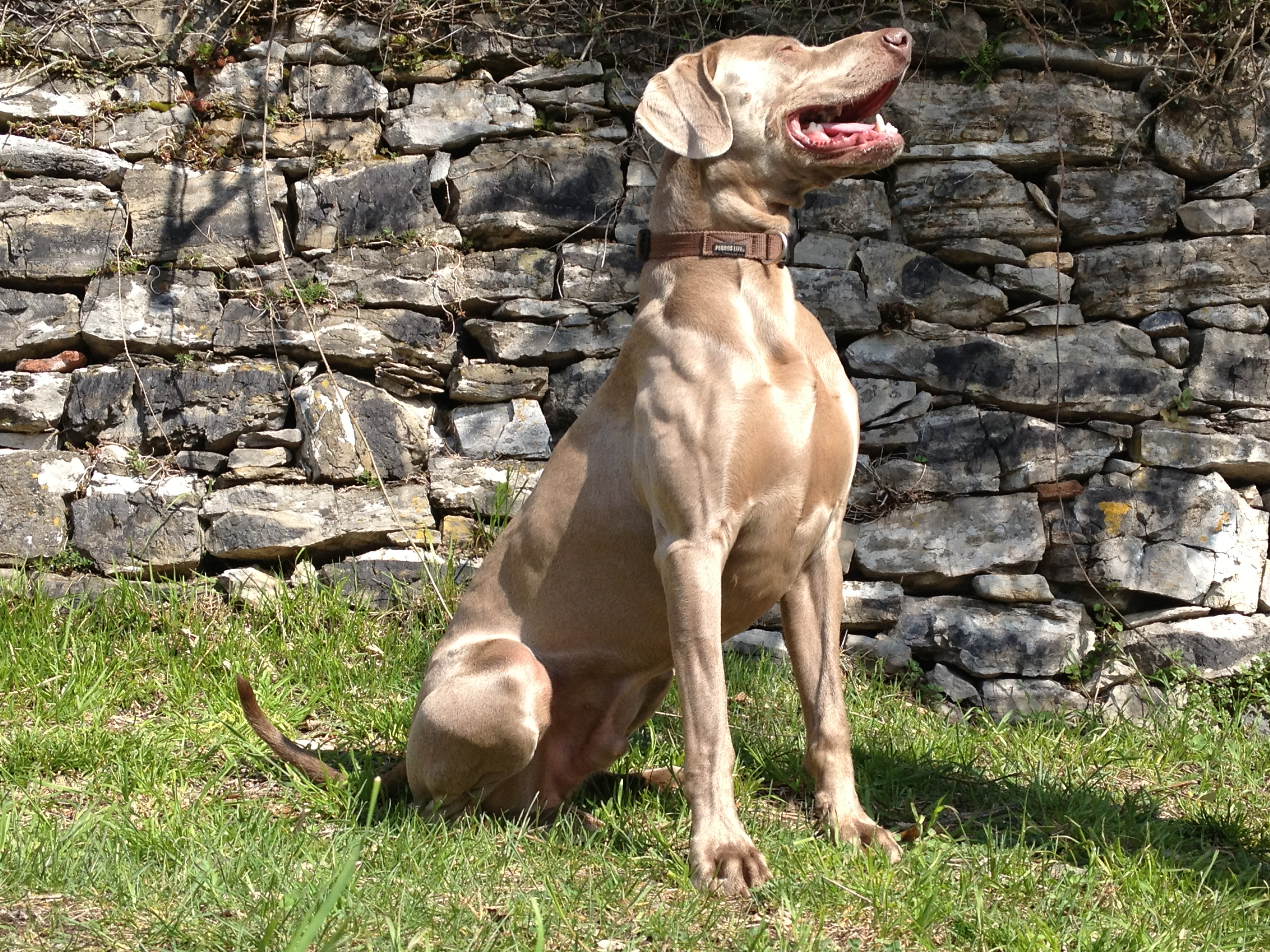
Maschio adulto di Weimaraner

### Salute e cure
Le patologie che interessano frequentemente il Weimaraner sono: la Torsione gastrica (Torsione dello stomaco) e la Displasia dell'anca, rispettivamente patologie dello stomaco e dell'articolazione coxo-femorale.
La prima si verifica di frequente in razze di taglia grande come il Weimaraner ed è caratterizzata da un esito spesso negativo che porta al decesso in breve tempo. Lo stomaco torcendosi provoca un rigonfiamento dell'addome, segno clinico evidente e inconfondibile, con conseguente vasocostrizione, collasso cardiocircolatorio e morte. Se diagnosticato precocemente, cioè nel giro di pochissime ore, è possibile intervenire chirurgicamente ma la guarigione e il recupero restano comunque difficili e incerti. Non esiste una vera e propria profilassi; si consiglia di suddividere il pasto almeno in 2 volte durante il giorno ed è opportuno evitare che il cane compia corse o bruschi movimenti dopo aver assunto il cibo.
La displasia dell'anca è una patologia che interessa lo sviluppo dell'anca ed è caratterizzata da un'incongruenza delle superfici articolari e lassità dei legamenti di sostegno. I movimenti anomali dell'articolazione rimodellano la testa del femore e dei margini dell'acetabolo con conseguente erosione della cartilagine e neoplasie ossee. Provoca difficoltà deambulatorie e dolore; la terapia può prevedere l'intervento chirurgico con sostituzione dell'articolazione "difettosa" e l'impianto di una protesi.
Durante l'acquisto di un cucciolo sarebbe opportuno visionare il pedigree dei genitori e possibilmente anche quello di vari consanguinei che ovviamente devono risultare esenti da questa patologia. È consigliato, a questo proposito, l'acquisto di cuccioli provenienti da allevatori certificati e riconosciuti dall'Ente Nazionale della Cinofilia Italiana, almeno per quanto riguarda il nostro Paese.
Esistono altre patologie di minor interesse per il Weimaraner quali:
- Malattia di von Willebrand
- Criptorchidismo
- Atrofia progressiva della retina
- Entropion
- Displasia del gomito
- Ipotiroidismo
- Osteodistrofia ipertrofica
- Immunodeficienza dell'ormone della crescita

## Nella storia dell'arte

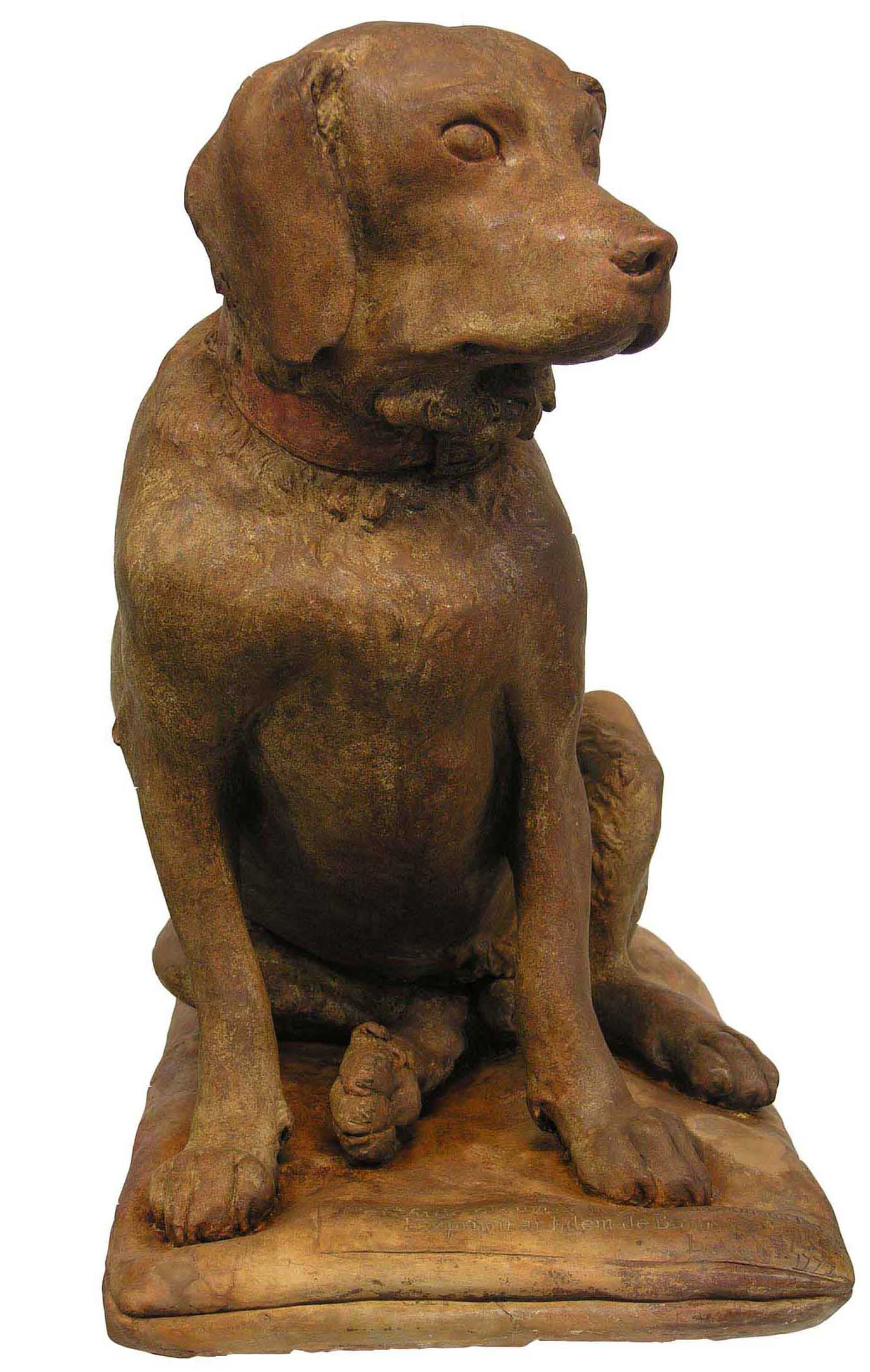
Statua del cane Tago

Di un cane di razza Weimaraner esiste una celebre riproduzione in terracotta, la Statua del cane Tago, opera dello scultore italiano Luigi Acquisti, commissionatagli dal marchese Tommaso de' Buoi, conservata nelle Collezioni comunali d'arte di Bologna.